# Maria Alexandrovna av Ryssland
Maria Alexandrovna av Ryssland, född 17 oktober 1853 i Tsarskoje Selo, död 24 oktober 1920 i Zürich, var en kunglig brittisk hertiginna av Edinburgh, grevinna av Kent och Ulster och tysk hertiginna av Sachsen-Coburg-Gotha, gift 1874 i S:t Petersburg med hertig Alfred av Sachsen-Coburg-Gotha. Hon var dotter till tsar Alexander II av Ryssland och Maria Alexandrovna.

## Biografi
Maria Alexandrovna växte upp som sina föräldrars enda överlevande dotter, och hon beskrivs som omhuldad och bortskämd av både sina föräldrar och sina bröder; intelligent och viljestark och van vid att få göra som hon ville. 
År 1868 mötte hon prins Alfred under ett besök i Tyskland. Hennes mor var från Hessen, och Alfred besökte sin syster Alice, som var gift med prinsen av Hessen. Maria och Alfred blev ömsesidigt förälskade i varandra och begärde var och en på sitt håll bestämt av sina föräldrar att få gifta sig med varandra. Båda familjerna ogillade sina barns val av partner av både religiösa och geografiska skäl. Förhandlingar inleddes 1870, men familjerna ville gärna dra ut på saken i hopp om att deras barn skulle ändra sig. När både Maria och Alfred vägrade överväga andra alternativ, gav deras familjer slutligen efter. Maria fick en förmögenhet och många generösa gåvor av sin familj i samband med giftermålet. 
Vigseln ägde rum två gånger: en ortodox vigsel i Vinterpalatsets kyrka följdes av en anglikansk vigsel i Alexandersalen i Vinterpalatset. Efter bröllopet avreste paret till London. 
Hennes far hade begärt att hon skulle behålla sin titel "Kejserlig Höghet" och gå före hustrun till den brittiska tronföljaren (Alexandra av Danmark) i rang; Maria ville inte komma efter Alexandra då denna var dotter till en kung medan Maria var dotter till en kejsare. Drottning Viktoria I av Storbritannien erkände henne förvisso som "Kunglig och Kejserlig Höghet", men gav henne företräde omedelbart efter Alexandra. 
Äktenskapet blev med åren inte lyckligt. Maria trivdes aldrig i Storbritannien, och betraktades som högdragen och snobbig i Londonsocieteten. Hon beskrivs som intelligent men bestämd, och uppfostrade sina barn enligt principen "no nonsense". Hon följde med maken under hans posteringar på Malta 1886-1889 och Devonport 1890–1893, och företog många resor till släktingar i Ryssland och Tyskland. 
År 1893 ärvde maken tronen i Sachsen-Coburg-Gotha efter sin farbror, vilket äntligen gav henne företräde framför sina svägerskor i egenskap av gemål till en regerande monark. Maria och Alfred kunde därmed bosätta sig i hertigdömet Sachsen-Coburg-Gotha i Tyskland. Maria Alexandrovna trivdes bättre i Tyskland och med livet som första dam, och hon beskrivs som en framgångsrik furstegemål, som ägnade sig åt att gynna kultur och engagera sig i välgörenhet och offentlig representation. Eftersom hon inte hade någon levande son, ärvdes hertigdömet, som inte hade kvinnlig tronföljd, vid makens död 1900 av hans brorson. Maria levde dock kvar i Tyskland. 
Under första världskriget hamnade hon i en svår situation som ryss bosatt i Tyskland, men hon valde att ställa sig på Tysklands sida och kvarblev i Tyskland i stället för att återvända till Ryssland som många andra. Därmed undvek hon ryska revolutionen, men hon drabbades indirekt av den då den utplånade den ryska förmögenhet hon hade fått av sin far, och hon levde under sina sista år med ekonomiska problem. 

## Barn
1. prins Alfred (1874–1899) arvprins av Sachsen-Coburg-Gotha från 22 augusti 1893
2. prinsessan Marie (1875–1938) gift med kung Ferdinand I av Rumänien (1865–1927)
3. prinsessan Victoria Melita ("Ducky") (1876–1936) gift med (1) storhertig Ernst Ludvig av Hessen (skilda 1901), gift med (2) storfurst Kirill Vladimirovitj av Ryssland
4. prinsessan Alexandra (1878–1942) gift med furst Ernst II av Hohenlohe-Langenburg
5. dödfödd son (född och död 1879)
6. prinsessan Beatrice (1884–1966) gift med don Alfonso, infant av Spanien, hertig av Galliera